# Casinaria cavigena
Casinaria cavigena là một loài tò vò trong họ Ichneumonidae.